# Tato Russo
Tato Russo, pseudonimo di Antonio Russo (Napoli, 4 luglio 1947), è un attore, scrittore e commediografo italiano.

## Biografia
Laureato in giurisprudenza con lode all'università Federico II di Napoli, fin dall'età adolescenziale rivela una predisposizione per la recitazione e la scrittura. A 18 anni aveva già scritto per la raccolta “Rime e Versi” centinaia di poesie. A vent'anni scrive il romanzo Samba di un coniglio uomo e mette in scena con piccole compagnie amatoriali alcuni suoi lavori in napoletano, come Fatti di famiglia, Quindici luglio Sant'Errico, Meglio la morte, La ncunia e lu martiello, Operetta napoletana, Mò vene Natale. Allievo dell'attrice Wanda Capodaglio, inizia la sua carriera nel mondo del teatro ufficiale entrando prima in piccole compagnie di sperimentazione (Mario e Maria Luisa Santella) poi nelle compagnie di Mico Galdieri, Pupella Maggio e Nino Taranto Nel 1972 fonda la cooperativa teatrale "Gli Ipocriti". Negli stessi anni fonda il Teatro delle Arti di Napoli e rappresenta le sue commedie L'uovo di carnevale, Una partita a poker, Cappuccetto blu. Il connubio artistico però dura poco, abbandona "Gli Ipocriti", e fonda nel 1974 una nuova compagnia che chiama "Nuova Commedia", con l'idea di rappresentare soltanto i suoi testi teatrali. Sono di quegli anni le messinscene di La tazza d'argento, I vecchi, La commedia della fame, Cimiteriol, Il sessantotto, La parolaccia, Il martirimonio, Pulcinella capitano del popolo, Il sole, in collaborazione con Luigi Compagnone. Attratto dal teatro comico napoletano rappresenta le sue commedie Forse una farsa, Mi faccio una cooperativa, La farsa sciocca ed inizia le sue prime riscritture di commedie del teatro classico con Pulcinella medico per forza da Molière,  Lu marito scurnato sempre da Moliére e Sogno di una notte di mezza estate da Shakespeare.Le [musiche] e le scene ] per i suoi spettacoli sono spesso composte dallo stesso Russo, sotto lo pseudonimo di "Zeno Craig".
Nel 1980 e negli anni successivi stabilisce la sua attività al teatro Diana di Napoli, dove mette in scena La bella e la brutta epoque, Cafè Chantant, So' muorto e m'hanno fatto turnà a nascere, Flik e Flok. Terminato il rapporto con il teatro Diana mette in scena Socrate immaginario, Due gemelli napoletani, Avanvarietà, La bisbetica domata, La villeggiatura, ovvero Capri,amori e rock&roll, Week end, Irma la dolce, e firma, con 476 tra attori e tecnici, il memorabile evento Le stanze del castello realizzato negli spazi tutti del  Castel dll’Ovo e avente per oggetto la narrazione de la Storia della Festa di Piedigrotta.
Nel 1986, insieme a Luciano Rondinella, Mario Crasto De Stefano e Stefano Tosi acquisisce il Teatro Bellini di Napoli. Dopo alcuni anni impiegati nella ristrutturazione dello storico teatro napoletano (a Napoli si diceva: 'O San Carlo p'’a grandezza,'o Bellini p'’a bellezza ) il Bellini riapre nel 1988 con "L'opera da tre soldi" nella riscrittura di Tato Russo da Brecht. Seguono le rappresentazioni delle sue famose e innovative  riscritture di Napoli Hotel Excelsior, Palummella zompa e vola, Il candelaio da Giordano Bruno, Sogno di una notte di messa estate, La tempesta, La commedia degli equivoci, Amleto da Shakespeare, 'O Munaciello, A che servono questi quattrini, La signora Coda, in collaborazione questa con Egidio Stagno, le commedie originali di Troppi santi in paradiiso, Il paese degli idioti,    Il fu Mattia Pascal, La ragione degli altri e delle opere musicali Masaniello, primo vero musical italiano, Viva Diego, I promessi sposi, Il ritratto di Dorian Gray, The elephant man, ovvero La vera storia di John Merrick l'uomo elefante, e infine Biancaneve e i sette nani giganti che per la loro complessità non hanno ancora visto la luce. Di alcuni di questi firma regia, libretti e musiche, queste ultime con la collaborazione dei maestri Mario Ciervo, Patrizio Marrone, Giovanni Giannini, Demo Morselli,Simon Lee.Negli stessi anni inventa e organizza importantissimi Festival di teatro come Le Dyonisie a Pompei, il Magnagreciafestival a Taranto, IschiaPlayislanda Ischia, PianetaSpettacolo alla Mostra D'Oltremare di Napoli, e infine "Il testival internazionale di Volterra". Assume contemporaneamente per undici anni la direzione del Teatro dell'Unione di Viterbo. Per cinque anni è membro del CDA del Teatro Stabile di Roma dal quale si dimette per incompatibilità di vedute.
Negli stessi anni scrive un secondo romanzo, La stanza dei sentimenti perduti, e pubblica sedici libri di poesie: Cient'e una notte dint'a una notte, Momenti e Maledizioni, Sotto e ncoppa, Mater dolorosa, Scarrafunnera, Teste di croci, Mmescafrangesca, Scippe e scarte, Ancora mi innamorano gli sguardi, La felicità nella coda dei cani, Seminando il grano, C'è vita sulla terra?, " Esercizi Spirituali", " Antichi Segni", "Il nuovo Mondo", "Pensieri e Foglie secche."
Nel 2022 ha festeggiato i suoi 28 anni di felice convivenza con la moglie, l'attrice Katia Terlizzi, sposata nel dicembre del 2004, dalla quale ha avuto nel 2012 i figli Tato Russo jr e Benedetta. Nati da precedenti matrimoni sono Roberta, Giuseppe e Daniele.
Con la sua compagnia è stato ospitato in Russia, in Francia, in Tunisia, in Grecia, in Svizzera, a Cuba, partecipando a molti festival internazionali. Al Globe Theatre di Londra è l'unico attore italiano citato tra i maggiori interpreti internazionali del teatro di Shakespeare.
Nel 2004 è stato nominato Cavaliere al merito della Repubblica Italiana.

## Opere

### Teatro
Commedie originali e riscritture
- Quale dei due (atto unico)
- Fatti di famiglia (tre atti)
- Meglio la morte (tre atti)
- Mò vene Natale (tre atti)
- Quindici luglio (tre atti)
- La ncunia e lu martiello (due atti
- Una partita a poker (atto unico)
- L'uovo di carnevale (atto unico)
- Cappuccetto blu (due atti)
- Lupus in fabula (atto unico)
- Mi faccio una cooperativa (due atti)
- Forse una farsa (due atti)
- La commedia della fame (atto unico)
- Week End (due atti)
- Il sessantotto (due atti)
- Pulcinella capitano del popolo (due atti)
- Ballata e morte di un capitano del popolo  (due atti con Luigi Compagnone)
- Munziù Munnezz (La tazza d'argento) (due atti)
- La signora Coda  (due atti con Egidio Stagno)
- Il Sole  (due atti con Luigi Compagnone)
- La parolaccia (due atti)
- Mas'Aniello (due atti in prosa)
- Cimiteriol (atto unico)
- Troppi santi in paradiso (due atti)
- Come il Napoli vinse lo scudetto 1975 (due atti)
- Il paese degli idioti (due atti)
- Il ritratto di Dorian Gray (libretto in musica)
- Il ritratto di Dorian Gray (due atti in prosa)
- Masaniello (libretto in musica)
- Viva Diego  (due att)
- 'O Munaciello (due atti)
- I promessi sposi (libretto in musica)
- The star crossed lovers (" I  promessi sposi tradotto")
- The elephant man (libretto in musica)
- Biancaneve (libretto in musica)
- Il sole (due atti) con Luigi Compagnone
- La signora Coda (due atti) con Egidio Stagno
- La parolaccia (due atti)
- Leopardiana (due atti)
- La tazza d'argento -Munziù Munnezz (due atti)
- L'uovo di carnevale (atto unico)
- Operetta napoletana - Trash Napoli Opera (atto unico)
- La bella e la brutta époque (due atti)
- Troppi santi in paradiso (due atti)
- I l fu Mattia Pascal (due atti)
- La ragione degli altri (due atti)
- Prima della notte (atto unico)
- So' muorto e m'hanno fatto turnà a nascere (due atti)
- Scugnizza (due atti)
- Flik e flok (due atti)
- Palummella zompa e vola (due atti)
- Gran Cafè chantant (due atti)
- Socrate sono io (due atti)
- Lu marito dindon (due atti)
- Tre pecore viziose (due atti)
- I Menecmi - Due gemelli napoletani (due atti)
- I Menecmi - la commedia degli equivoci (due atti)
- Tre calzoni fortunati (due atti)
- Capri, amori e rock&roll (La villeggiatura) (due atti)
- Pulcinella degli spiriti (due atti)
- Lu candelaio (due atti)
- Lu miedeco pe fforza (due atti)
- La commedia degli equivoci (due atti)
- La bisbetica domata (due atti)
- Amleto (due atti)
- Irma la dolce  (due atti)
- L'opera da tre soldi (-due atti)
- La tempesta (due atti)
- Sogno di una notte di mezza estate (due atti)
- Rose rosse per te ( due atti)
- A che servono questi quattrini ( due atti)
- Cornuto e contento (due atti)
- L'albergo dei poveri (due atti)
- Lady Chatterley (due atti)
- L'ispettore (due atti)
- Nati Assassini Nati ( atto unico)

### Narrativa
- Samba del coniglio-uomo (romanzo)
- La stanza dei sentimenti perduti (romanzo)

### Poesia
- Momenti e Maledizioni
- Sotto e ncoppa
- Scippe e scarte
- Cient'e una notte dint'a una notte
- Mater dolorosa
- Scarrafunnera
- Teste di croci
- Mmescafrangesca
- Scippe e scarte
- Ancora mi innamorano gli sguardi
- La felicità nella coda dei cani
- Seminando il grano
- C'è vita sulla terra?
- Esercizi spirituali
- Antichi Segni
- Il nuovo mondo
- Pensieri e foglie secche

### Sceneggiature
- Il maresciallo Caccaviello - sceneggiatura di 4 episodi per la TV
- Teresa Raquin
- Masaniello
- La nuda proprietà

## Libri
- Tutto il Teatro in 3 volumi - Bellini Editrice, Napoli, 1984
- Il teatro di Tato Russo nelle fotografie di Tommaso Le Pera - Manfredi Edizioni, Imola, 2018
- Antologia Poetica - Bellini Editrice -.Napoli, 2019 - volume 1 e 2
- Poesie - volume unico